# Орлово (Піський повіт)
Орлово (пол. Orłowo, нім. Siegmunden) — село в Польщі, у гміні Біла Піська Піського повіту Вармінсько-Мазурського воєводства.
Населення — 113 осіб (2011).

## Демографія
Демографічна структура станом на 31 березня 2011 року:
|          | Загалом | Допрацездатний вік | Працездатний вік | Постпрацездатний вік |
| -------- | ------- | ------------------ | ---------------- | -------------------- |
| Чоловіки | 56      | 10                 | 44               | 2                    |
| Жінки    | 57      | 15                 | 31               | 11                   |
| Разом    | 113     | 25                 | 75               | 13                   |